# 桐生厚生総合病院
桐生厚生総合病院（きりゅうこうせいそうごうびょういん）は、群馬県桐生市にある病院である。一部事務組合である桐生地域医療組合（桐生市・みどり市）が運営する。

## 歴史

### 病院沿革
- 1934年（昭和9年）2月 桐生市諏訪町（現：東一丁目）に桐生医療購買利用組合立「桐生組合病院」として設立。
- 1941年（昭和16年）5月 群馬県購買販売利用組合連合会立「桐生厚生病院」となる。
- 1960年（昭和35年）
  - 6月 諏訪町から現在地（織姫町6番3号）に移転。
  - 9月 総合病院として承認、「桐生厚生総合病院」となる。
- 2016年（平成28年）4月 許可病床数を471床に減床する。

### 組合沿革
- 1951年（昭和26年）4月 桐生市外十二箇町村医療事務組合を設置。
  - 構成市町村

桐生市
山田郡：大間々町、梅田村、相生村、川内村、福岡村、毛里田村
勢多郡：新里村、黒保根村、東村
新田郡：笠懸村、藪塚本町、強戸村
- 1952年（昭和27年）4月 桐生市外十四箇町村医療事務組合となる。〔栃木県菱村・小俣町の二箇町村加入。〕
- 1955年（昭和30年）
  - 3月 〔小俣町が葉鹿町・三和村と合併、坂西町となる。〕
  - 8月 桐生市外十箇町村医療事務組合となる。〔1954年（昭和29年）10月 梅田村・相生村・川内村の一部が桐生市に編入、福岡村と川内村の一部が大間々町に編入。〕
- 1959年（昭和34年）11月 桐生市外八箇町村医療事務組合となる。〔1957年（昭和32年）4月 強戸村が太田市に編入、1959年（昭和34年）1月 菱村が桐生市に編入。〕
- 1964年（昭和39年）3月 桐生市外七箇町村医療事務組合となる。〔1962年（昭和37年）10月 坂西町が足利市に編入。〕
- 1965年（昭和40年）4月 桐生市外六箇町村医療事務組合となる。〔1963年（昭和38年）12月 毛里田村が太田市に編入。〕
- 2005年（平成17年）
  - 3月 〔藪塚本町が太田市・尾島町・新田町と合併、太田市となる。〕
  - 6月 〔新里村・黒保根村が桐生市に編入。〕
- 2006年（平成18年）3月 桐生地域医療組合となる。〔東村・大間々町・笠懸町が合併、みどり市となる。〕

## 診療科目
- 内科
- 神経内科
- 循環器内科
- 小児科
- 外科
- 整形外科
- 脳神経外科
- 呼吸器外科
- 心臓外科・血管外科

- 皮膚科
- 泌尿器科
- 産婦人科
- 眼科
- 耳鼻咽喉科
- 麻酔科
- 救急科
- リハビリテーション科
- 放射線科
- 歯科・歯科口腔外科
- 病理診断科

## 医療機関指定
出典
| 保険医療機関                         | 国保療養取扱機関                                   |
| 労災保険指定病院                     | 母体保護法指定医                                   |
| 生活保護法指定病院                   | 身体障害者福祉医療指定医                           |
| 養育医療機関指定病院                 | 指定自立支援医療機関（育成･更生医療･精神通院医療） |
| 原爆被爆者一般疾患医療取扱病院       | 救急告示指定病院                                   |
| 短期人間ドック                       | 群馬県エイズ診療協力病院                           |
| 災害拠点病院（地域災害医療センター） | 災害派遣医療チーム群馬ＤＭＡＴ指定病院             |
| 第二種感染症指定医療機関             | 群馬県地域周産期医療センター                       |
| がん診療連携拠点病院                 | 肝疾患専門医療機関                                 |
| 地域医療支援病院                     | 小児慢性特定疾病指定医療機関                       |
| 指定難病指定医療機関                 | 診療・検査医療機関                                 |
| 紹介受診重点医療機関                 |                                                    |

## 交通
- 両毛線・わたらせ渓谷線：桐生駅南口より、徒歩約10分。
- 上毛線：西桐生駅より、徒歩約15分。
- 桐生線：新桐生駅より、おりひめバスで約5分。